# Vagrans vitiensis
Vagrans vitiensis är en fjärilsart som beskrevs av Waterhouse 1920. Vagrans vitiensis ingår i släktet Vagrans och familjen praktfjärilar. Inga underarter finns listade i Catalogue of Life.